# 智能网
智能网（Intelligent Network，简称IN）是一个标准的网络架构，定义在ITU-T Q.1200系列建议中 （页面存档备份，存于），用于固定和移动电信网络。它使得运营商能够在提供诸如PSTN、基于固网的ISDN、基于移动电话或其他移动设备的GSM业务这样的标准电信业务的基础上，通过提供增值业务（Value-Added Services，简称VAS）来形成自己的特色。
“智能”是由业务层（service layer）上的网络节点来提供的，它与核心网的交换层截然不同，因此与基于核心网交换机或设备中的智能的解决方案是完全不同的。IN节点通常是属于电信服务提供商的，例如电信公司或移动电话运营商。（注：基于反垄断或其他因素，类似核心网这样的基础设施和类似智能网这样的运营设施可能是由不同的公司运营的）
IN是由网络交换中心（即交换机）和属于网络运营商的其他网络节点之间的七号信令（Signaling System #7，简称SS7）协议来支持的。

## 智能网业务举例
- 电话投票（Televoting）
- 呼叫屏蔽（Call screening）
- 本地号码携带（Local number portability，注：即固网的携号转网）
- 免费电话（Toll-free calls/Freephone）
- 预付费呼叫（Prepaid calling）
- 记账卡呼叫（Account card calling）
- 虚拟专用网（Virtual private networks，注：这里并非计算机网络中的VPN，而是类似家庭组呼叫这样的小型私人网）
- 集中式小交换业务（虚拟PBX（私有小交换机））
- 虚拟号码计划（包含剩余的、未发布在目录中的号码）
- 通用个人通信业务（Universal Personal Telecommunications，一种通用的个人电话号码）
- 大规模呼叫业务
- 国际漫游免国家码拨号
- 国际漫游无缝多媒体短信（MMS）接入
- 反向计费（Reverse charging，注：即被叫付费）
- 归属区域折扣
- 额外加费呼叫（Premium Rate calls，注：即声讯台）
- 基于有关该呼叫的多个条件的呼叫转接（Call distribution）
  - 基于位置的路由
  - 基于时间的路由
  - 按比例的呼叫转接（例如在两个或多个呼叫中心（call centers）或呼叫局（call offices）之间）
- 呼叫排队
- 呼叫移转（Call transfer）

## 历史和关键概念
IN（智能网）的概念、架构和协议最初是作为ITU-T标准来开发的。ITU-T是国际电信联盟（International Telecommunication Union）的标准化委员会。在此之前，很多电信提供商都拥有其专属的对相关业务的实现。IN的主要目的是对由传统电信网络所提供的的核心电话业务进行增强。这些核心业务通常包括：发起和接收语音呼叫，有时还有呼叫改向（call divert）。这些核心业务现在就可以作为一个基础，在此之上，运营商可以构建除了那些在标准的电话交换机上已有的业务之外的其它业务。
智能网的完整描述是在一系列的ITU-T标准中形成的，从Q.1210 （页面存档备份，存于）标准一直到Q.1219 （页面存档备份，存于）标准，最初为人所知晓的时候被称为“能力集1”（Capability Set One，简称CS-1）。这些标准定义了一个完整的架构，包括架构视图、状态机、物理实现，以及协议。这些标准被电信设备供应商和运营商广泛接受——尽管派生出了很多变种被用于世界各地（详见下面的“变种”一节）。
伴随着CS-1的成功，更多的增强改进在随后以CS-2的形式出现。尽管这个标准很完善，但是它们却没有像CS-1那样被广泛实现，部分是因为各种其它变种的不断增强的影响力，但也有一部分原因是为了解决那些问题，它将传统的电话交换机推向了极限。
发展IN的背后的主要驱动力是人们希望有一种更灵活的方式来向现有的网络中增加各种先进的业务。在IN发展之前，所有的功能或业务都必须直接在核心交换系统中实现。这样就导致版本发布周期很长，因为必须进行周到和彻底的软件测试，以避免网络故障。随着IN的出现，大多数的此类业务（例如免费电话和跨地域号码携带）被从核心交换系统中移除，放入一些独立运行的节点上，建立了一个模块化并且更为安全的网络，它允许服务提供商可以自己为它们的网络去开发各种变种业务和增值业务，而不需要向核心交换系统生产商去提交请求，然后等待漫长的开发过程。IN技术的最初使用是用于号码翻译业务，例如当向普通的PSTN翻译免费电话的号码时。从那以后，许多更为复杂的业务都在IN中被构建起来，例如客户本地区域信令业务（Custom Local Area Signaling Services，简称CLASS）

## 七号信令架构
围绕在IN业务或架构周围的主要概念（从功能视角来看）是与七号信令架构相关的：
- 业务交换功能（Service Switching Function简称SSF）或业务交换点（Service Switching Point，简称SSP）与电话交换机（telephone exchange）合设，并且扮演一个触发点的角色，用于在呼叫过程中进行进一步的业务调用。SSP实现“基本呼叫状态机”（Basic Call State Machine简称BCSM），这是一个有限状态机（Finite State Machine，简称FSM），它反映了一个呼叫从开始到结束的一个抽象视角（摘机（off hook）、拨号（dialing）、应答（answer）、无应答（no answer）、正忙（busy）、挂断（hang up）等）。在这些状态被经过时，交换机（exchange）会遇到检测点（Detection Points，简称DPs），在这些点上，SSP就会调用一个向SCP的查询，以等待进一步的关于下一步该如何操作指示。这个查询通常被称为一个“触发”（trigger）。触发条件是由运营商dying的，并且可能还包含签约用户的主叫号码和他/她所拨叫的号码。SSF负责控制那些需要提供增值业务的呼叫。
- 业务控制功能（Service Control Function，简称SCF）或业务控制点（Service Control Point，简称SCP）是一个独立的平台集合，它接收来自SSP的查询。SCP包含业务逻辑，实现了运营商所需要的行为，也就是业务。在业务逻辑处理过程中，为了处理该呼叫而必须获取的额外数据可能会被从SDF那里获取。SCP上的逻辑是使用SCE来创建的。
- 业务数据功能（Service Data Function，简称SDF）或业务数据点（Service Data Point，简称SDP）是一个数据库，它包含额外的签约用户数据，或其他的处理一个呼叫所需要的数据。例如，签约用户的剩余预付费信用度就可能被存储在SDF中，并且可以在呼叫过程中被实时查询。SDF可以是一个独立的平台，也可以和SCP合设。
- 业务管理功能（Service Management Function，简称SMF）或业务管理点（Service Management Point，简称SMP）是一个平台或平台的集群，运营商使用它来监视和管理IN业务。它包含管理数据库，存储业务的配置，采集统计数据和告警，并存储呼叫数据报告（Call Data Reports）和事件数据报告（Event Data Reports）
- 业务创建环境（Service Creation Environment，简称SCE）是一个开发环境，用于创建SCP上的业务。尽管标准本身允许任何类型的环境，但实际上很少会使用像C语言这样的底层编程语言，而是使用专有的图形化界面，让电信工程师们可以直接创建业务。编程语言通常是第四代编程语言类型，工程师可以使用一个图形化界面来构建或更改一个业务。
- 特殊资源功能（Specialized Resource Function，简称SRF）或智能外设（Intelligent Peripheral，IP）是一个可以同时连接到SCP和SSP的节点，它可以向一个呼叫投送特殊资源，在大多数情况下，是涉及到语音通信，例如播放语言通知，或者从用户那里采集双音多频（DTMF）的音频。

## 通信协议
上面所提到的这几个核心网元，使用标准的协议相互通信。使用标准协议使得制造商们可以专注于该架构中的不同部分，并且确信它们可以通过任意的组合，来在一起正常工作。
SSP和SCP之间的接口，是基于SS7的，并且与TCP/IP类似。SS7协议实现了OSI七层模型中的很多，这意味着IN标准只需要定义应用层，这被称为智能网应用部分（Intelligent Networks Application Part，简称INAP）。INAP消息使用ASN.1来编码。
SCP与SCP之间的接口在标准中被定义为一个X.500目录访问协议（Directory Access Protocol，简称DAP）。互联网工程任务组（IETF）提供了一个更为轻量级的接口，被称为LDAP，它实现起来比DAP要简单得多，因此许多SCP都转而实现了LDAP。

## 变种
其他的标准机构吸收和扩展了核心的CS-1规范。欧洲版本由欧洲通信标准学会（ETSI）开发，而美国版本则是由美国国家标准学会（ANSI）开发的，另外还有日本版。在各个不同的地区产生不同变种的主要原因是为了保证在本地生产和部署的设备能够具备互操作性（例如，在各个不同的区域，存在不同的底层SS7协议版本）。
新的功能也被加入到规范中，这意味着各种不同的版本相互之间、以及与主体的ITU-T标准之间出现了偏离。最大的一个变种被称为“移动网络增强逻辑的定制化应用”，简称CAMEL。这个规范允许为在移动电话环境下创建扩展业务，并且允许移动电话运营商在它们的签约用户漫游到其它网络时，也能向他们提供和归属地网络能够享受到的相同的智能网业务（IN services）。
CAMEL本身已经成为一个主流的标准，并且现在由3GPP来进行维护。最新的CAMEL标准的发行版是CAMEL阶段4。这也是目前唯一的仍在被活跃地维护的智能网（IN）标准。
贝尔核心（Bellcore，随后成为了泰尔科达技术公司——Telcordia Technologies）开发了先进智能网（Advanced Intelligent Network，简称AIN），成为了北美的智能网的一个变种。该公司也为主要的美国运营商进行AIN的标准化工作。AIN最初的目标是完成AIN 1.0，它在20世纪90年代早期被作为规范发布（AIN发行版1，贝尔核心SR-NWT-002247，1993）。AIN 1.0最终被证明在技术上要实现它的话，不切实际，因此导致了更为简单的AIN 0.1和AIN 0.2规范被定义出来。在北美，泰尔科达SR-2511（最初被称为TA-1129+）和GR-1129-CORE协议被用于将交换机与智能网系统——例如业务控制点（Service Control Points，简称SCPs）或业务节点（Service Nodes）——连结起来。SR-3511详细规范了一个基于TCP/IP的协议，它直接连结SCP和业务节点。GR-1129-CORE为一个基于ISDN的协议提供了通用的需求，它将SCP与业务节点经由SSP连结起来。

## 未来
尽管近年来IN标准的发展日渐衰退，全世界仍部署有大量的使用该技术的系统。该架构被证明不仅稳定，而且一直是那些由新增加的业务所带来的持续的收入来源。制造商一直在持续支持这样的设备，并不存在“过时”的问题。
尽管如此，新的技术和架构也在不断出现，尤其是在VoIP和SIP领域。人们将更多的专注点放在使用API（应用程序接口）而不是像INAP这样的协议，而新的标准也以向JAIN和Parlay这样的形式出现。从技术角度来看，SCE正开始脱离原先的专有的图形化软件，而转向Java应用服务器环境。
“智能网”的含义也随着时间而转变，这主要是受到了计算能力和算法的突破。最初是指那些被更灵活的算法和更先进的协议而增强了的网络，慢慢变成了使用数据驱动的模型所设计的网络，最后又变成启用了AI（人工智能）的网络。

## 脚注
1. ↑  http://www.google.com/patents?vid=USPAT4191860 Archive.today的存檔，存档日期2013-01-03 专有IN业务的早期专利
2. ↑  .   [2019-03-11]. （原始内容存档于2019-06-26）.
3. 1 2  .   [2019-03-11]. （原始内容存档于2019-06-15）.
4. 1 2  .   [2019-03-11]. （原始内容存档于2019-06-13）.
5. ↑  .   [2019-03-11]. （原始内容存档于2019-06-08）.
6. ↑  .   [2019年3月11日]. （原始内容存档于2019年6月4日）.